# Селянський союз Латвії
Селянський союз Латвії (латис. Latvijas Zemnieku savienība, LZS) — латвійська центристська політична партія. Входить до блоку Союз зелених і селян.
Засновником партії 1917 року став Карліс Улманіс. Із шістнадцяти років існування парламентаризму в Латвії після проголошення незалежності майже тринадцять років Селянський союз був урядовою партією. Після перевороту 15 травня 1934 року діяльність союзу припинилась так само, як і всіх інших політичних партій. Селянський союз був серед трьох політичних партій, що 1944 року заснували Латвійську центральну раду, і почали активну роботу з відновлення латиського суверенітету. За радянського періоду партія була заборонена.
Відновлювальна конференція Селянського союзу відбулася 5 липня 1990 року. З 2002 року вона була частиною коаліції Союзу зелених і селян разом із Латвійської партією зелених, яка виграла 9,5% голосів виборців і 12 зі 100 місць на виборах 2002 року, 16,7% і 18 місць на виборах 2006 року, 19,7% і 22 місць на виборах 2010 року, 12,2% і 13 місць на виборах 2010 року та 19,5% і 21 місце на виборах 2014 року.